# Blair Horn
Blair James H. Horn (* 17. Juli 1961 in Kelowna) ist ein ehemaliger kanadischer Ruderer.
Bei den Panamerikanischen Spielen 1983 in Caracas gewann der kanadische Vierer mit Steuermann die Bronzemedaille in der Besetzung Paul Steele, Ron Burak, Blair Horn, Nick Toulmin und Steuermann Paul Tessier. 1984 trat der kanadische Achter mit Blair Horn, Dean Crawford, Michael Evans, Paul Steele, Grant Main, Mark Evans, Kevin Neufeld, Patrick Turner und Steuermann Brian McMahon an. Bei den Olympischen Spielen 1984 belegten die Kanadier im ersten Vorlauf den zweiten Platz hinter den Neuseeländern und qualifizierten sich im Hoffnungslauf mit einem zweiten Platz hinter den Australiern für das Finale. Im Finale siegten die Kanadier mit vier Zehntelsekunden vor dem US-Achter, die Bronzemedaille gewannen mit zwei Sekunden Rückstand die Australier vor den Neuseeländern.
Nach einer Rückenverletzung 1985 musste Horn seine sportliche Karriere beenden. Nach seinem Studium an der York University in Toronto war er ab 1989 in Ontario und ab 1995 in British Columbia als Anwalt tätig. Horn ist Direktor der British Columbia Sports Hall of Fame.